# Twardnica koniczynowa
Twardnica koniczynowa (Sclerotinia trifoliorum Erikss.) – gatunek grzybów z rodziny twardnicowatych (Sclerotiniaceae). Wśród roślin uprawnych w Polsce wywołuje choroby: rak koniczyny, rak koniczyny na bobiku i rak koniczyny na wyce.

## Systematyka i nazewnictwo
Pozycja w klasyfikacji według Index Fungorum: Sclerotinia, Sclerotiniaceae, Helotiales, Leotiomycetidae, Leotiomycetes, Pezizomycotina, Ascomycota, Fungi.
Synonimy:
- Sclerotinia ciborioides Rehm 1872
- Sclerotinia trifoliorum var. fabae M.A. Keay 1939
- Sclerotinia trifoliorum var. minor Alcock 1928[3].

Nazwa polska na podstawie opracowania M.A. Chmiel.

## Morfologia
Sclerotinia trifoliorum tworzy czarne, nieregularnego kształtu lub klapowane, często spłaszczone sklerocja o średnicy 6–10 mm. Powstają w nich na trzonkach pojedynczo lub w małych grupach apotecja. Trzonki zmiennej długości, zazwyczaj od 3 do 6 mm, cylindryczne lub stożkowe, dołem gładkie lub delikatnie chropowate, barwne, górą czarniawe. Tarczki apotecjum o średnicy 2–6 mm, płasko-wypukłe, po wyschnięciu wklęsłe, o barwie od żółtobrązowej do czerwonawobrązowej, gładkie i delikatnie oprószone. Worki o rozmiarach 175 × 215 μm, cylindryczne, zgrubiałe, zaokrąglone na szczycie. Powstaje w nich po 8 zarodników. Są one bezbarwne, szeroko jajowate lub wrzecionowate o zazwyczaj nierównobocznych końcach, bez przegród. W każdym worku występują zarodniki o dwóch rozmiarach: większe zarodniki 16-23 × 7–11 μm i mniejsze zarodniki 10 -14 × 5–7 μm. Wstawki bezbarwne, cylindryczne, tępe, równogrube na całej długości lub nieznacznie rozszerzające się ku wierzchołkowi. Mają średnicę 3–4 μm, są cienkościenne, tej samej długości co worki. Subhymenium o grubości 30–40 μm, zbudowane ze splątanych, brązowawych strzępek o średnicy 3–11 μm. Rdzeń szklisty, zbudowany z cienkościennych septowanych strzępek o średnicy 4–6 μm. Ekscypulum o grubości 80–120 μm, złożone z bezbarwnych lub jasnobrązowych, cienkościennych komórek o rozmiarach 15-30 × 8–18 μm, ułożonych w równych rzędach pod ostrym kątem w stosunku do powierzchni.
U S. trifoliorum występuje tylko stadium rozmnażające się płciowo (teleomorfa). Nie zaobserwowano występowania stadium bezpłciowego (anamorfy).

## Występowanie i siedlisko
Występuje w Afryce (Egipt), Azji (Chiny, Indie, Izrael, Japonia, Korea), Australazji i Oceanii (Australia, Nowa Zelandia), Europie: (Austria, Belgia, Bułgaria, Czechosłowacja, Dania, Irlandia, Finlandia, Francja, Niemcy, Grecja, Węgry, Włochy, Holandia, Norwegia, Polska, Rumunia, Szwecja, Szwajcaria, Wielka Brytania), ZSRR, Ameryce Północnej (: Kanada, USA, Meksyk); Ameryce Środkowej i Południowej (Chile).
Pasożyt obligatoryjny głównie koniczyny czerwonej, rzadziej koniczyny białej, koniczyny szwedzkiej i niektórych innych gatunków z rodziny bobowatych.

## Gatunki podobne
Podobne cechy rozwoju ma twardnica pasożytnicza (Sclerotinia sclerotiorum) i tworzy ona bardzo podobne skleroty. Rozwija się jednak na innych gatunkach roślin i jej rozwój jest szybszy.